# Swornegacie
Swornegacie is een dorp in de Poolse woiwodschap Pommeren. De plaats maakt deel uit van de gemeente Chojnice en telt 605 (sołectwo 900) inwoners.